# لوروا جي. فيلبس
لوروا جي. فيلبس (بالإنجليزية: Leroy G. Phelps)‏ هو مصور ومصور سينمائي أمريكي، ولد في 27 أبريل 1892 في نيويورك في الولايات المتحدة، وتوفي في 16 فبراير 1964 في فريبورت في الولايات المتحدة.

## وصلات خارجية
- لوروا جي. فيلبس على موقع IMDb (الإنجليزية)